# トゥーレの木

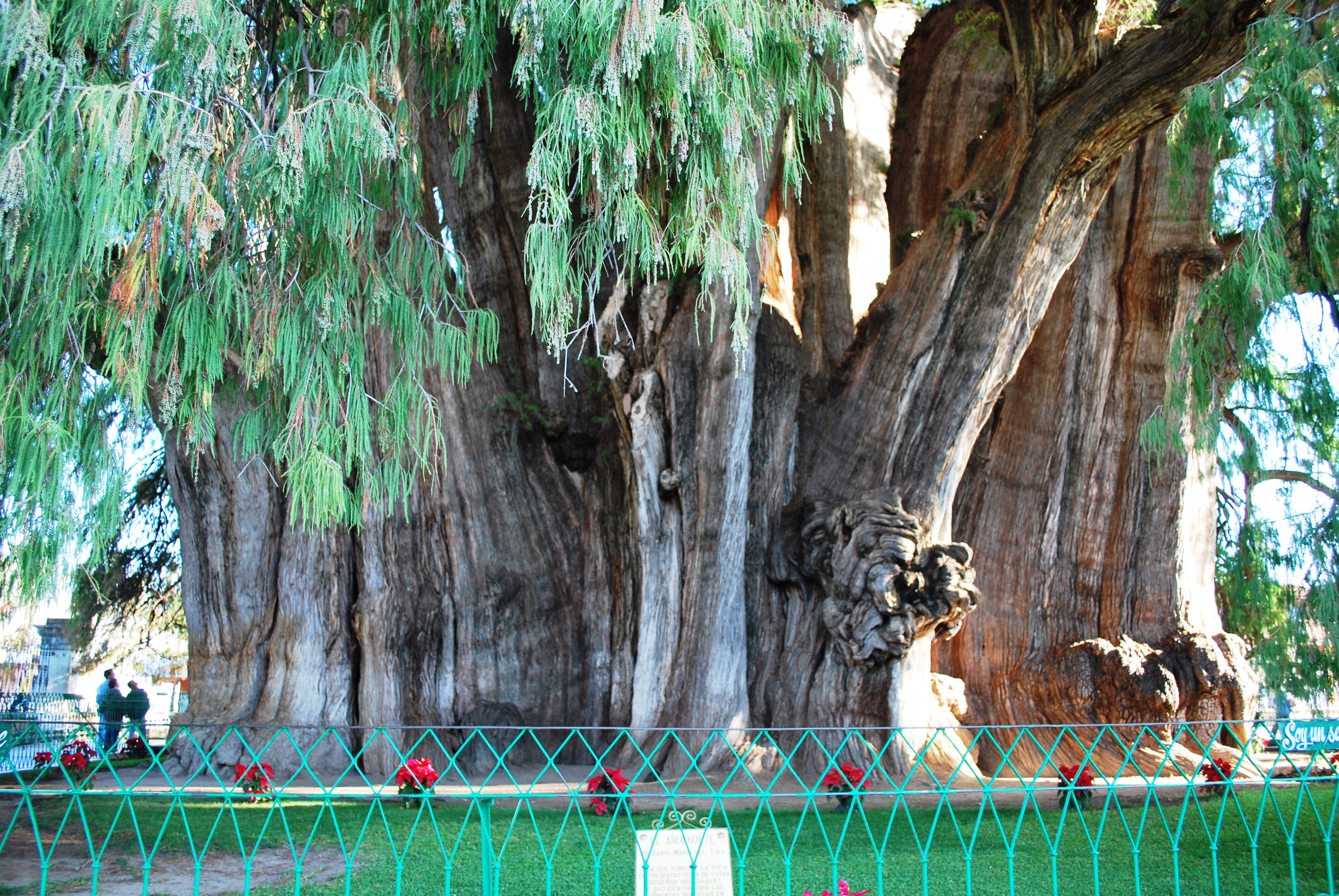
トゥーレの木

トゥーレの木（Árbol del Tule）とは、メキシコ合衆国南部のオアハカ州のSanta María del Tuleの中心に位置する教会敷地内に立つ巨樹である。州都オアハカ市から9kmほど東、ミトラ遺跡へと続く道の脇にある。

## 概要
この巨樹はヒノキ科ヌマスギ属のメキシコラクウショウ（学名 Taxodium mucronatum）であり、この種の木はメキシコ先住民の言語ナワトル語で水の老人を意味する「アウェウェテ（Ahuehuete）」と呼ばれる。このトゥーレの木は世界中の木を圧倒する樹幹を持ち、ギネスブックでは世界で最も太い木と認定され、30人が腕を広げて手を繋がないと幹を取り囲むことができないほどである。2001年にはユネスコの世界遺産の暫定リストに登録された。

## 大きさと樹齢
2005年での幹周は36.2m、加えて平均直径は11.62mにもなり 、1982年の計測の11.42mからわずかに成長している。しかしながら、この幹周は巨大な板根があるための数値であり、実際の断面の内部直径よりかなり高くなるもので、それを考慮すると、板根を取り除いた直径は9.38mになる。これはトゥーレの木に次いで太い木と知られている、ジャイアントセコイアの直径8.98mよりまだわずかに大きい。なお、日本から来た愛好家で、巨樹の著書もある蟹江節子らが市長に許可を取り、日本の環境省が国内の巨樹の調査時に定めている地上1.3mの位置で幹周を計測したところ、45mを記録した。日本の巨樹として広く知られる縄文杉の幹周が16m程度であることからも、その大きさを察することができる。
樹高は、その大きな樹冠のために計測が困難であるが、2005年のレーザーを使った計測では35.4mを記録し、以前の計測値である41–43mを下回った。解説版（下記写真）によれば、体積816.829m3、重量636.107tとされる。しかし、これらの数値は実証されておらず、個々を検証していない数値であり、先述した幹周も胴周り58mと記載されていることからも、疑念を持って扱わなければならない。
このようにこの木は極めて太いため、当初は合体木と考えられてきたが、DNAの調査により一本の木であることが証明された。しかしこれは、一本の木から複数の芽が育つ株立ちの仮説を排除するものではない。
樹齢は不明だが、1,200 - 3,000年の間と見積もられており、6,000年との指摘もあるが、幹の成長率に基づいた最適な科学的な推測では1,433 - 1,600年とされている。
地元のサポテカ文明の言い伝えによれば、 アステカの風の神であるエエカトルに使えた聖職者のPechochaにより1,400年ほど前に植樹されたという。これは先述の科学的推定値と整合している。また、植樹された地域が聖地（後にローマカトリック教会に乗っ取られた）となっていることもこれを裏付ける。

## その他
町の名「Tule」の語源は「Tullin」という水草にあり、かつてこの地が水の豊な場所あったことがわかる。1830年頃、トゥーレの木の地上6mの所から、滝のように水があふれ出したという逸話があることもそれを裏付ける。しかし、人口増加のために水不足に陥り、トゥーレの木も含め同種の大木が9本しか残っていない。その中にはトゥーレの木の「子」と「孫」と称される巨樹もあるが、一部の野生のままのものにはほとんど枯れている木もある。トゥーレの木が今まで残ることができたのは、水の豊な地で、しかも木の下に灌漑設備があるためである。だがそれでも、この木は19世紀後半に乾燥の危機にさらされてしまい、それ以来、定期的に散水が行われている。
トゥーレの木は幹の節くれ立った所に、様々な生き物の姿を見ることができることから、「生命の樹」との愛称で呼ばれることがある。また、公式な施策の一部として地元の学童が観光客に行っている解説ツアーでは、ジャガー・ゾウなどの様々な生き物の見方を解説している。
なお、メキシコシティ近郊には世界遺産であるテオティワカンの宗教都市遺跡があるが、このピラミッド建造のために大量のメキシコラクウショウが伐採され、この森林破壊が先の都市国家を滅亡へと導いたという一説がある。

## 樹容など

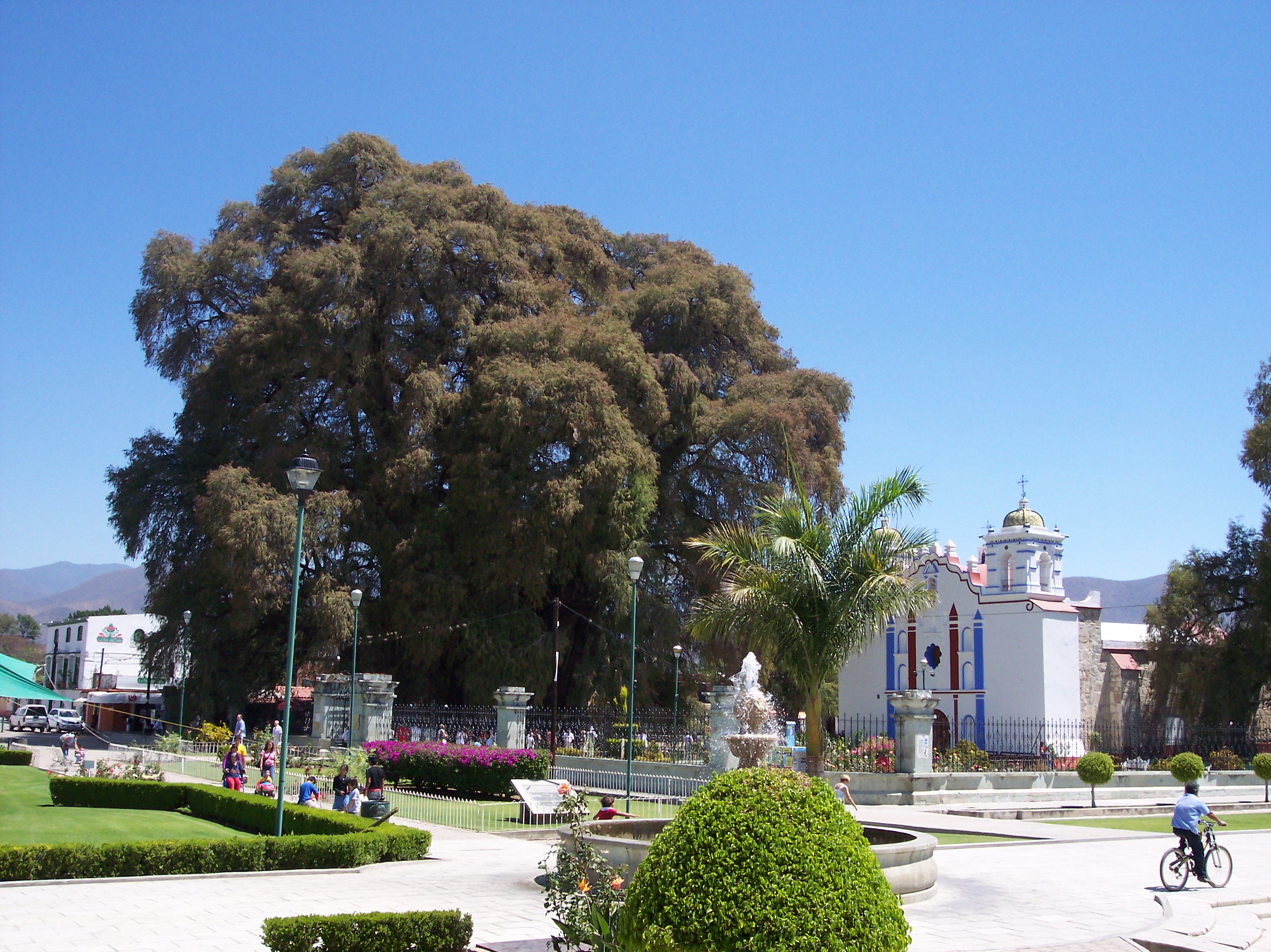
遠景
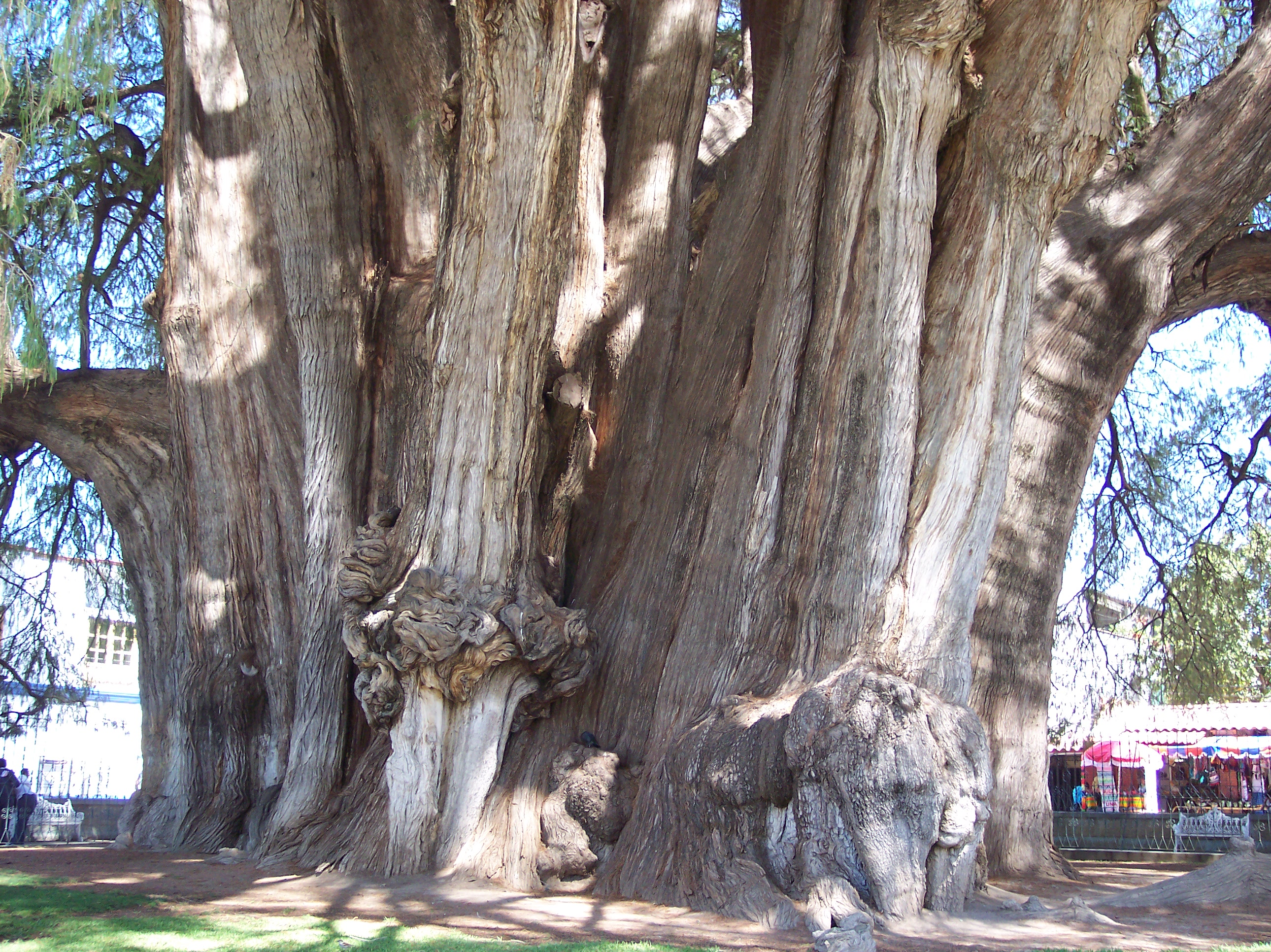
近景
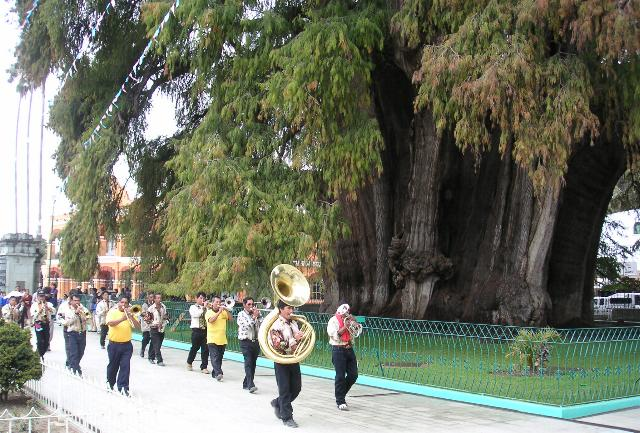
木と人の対比
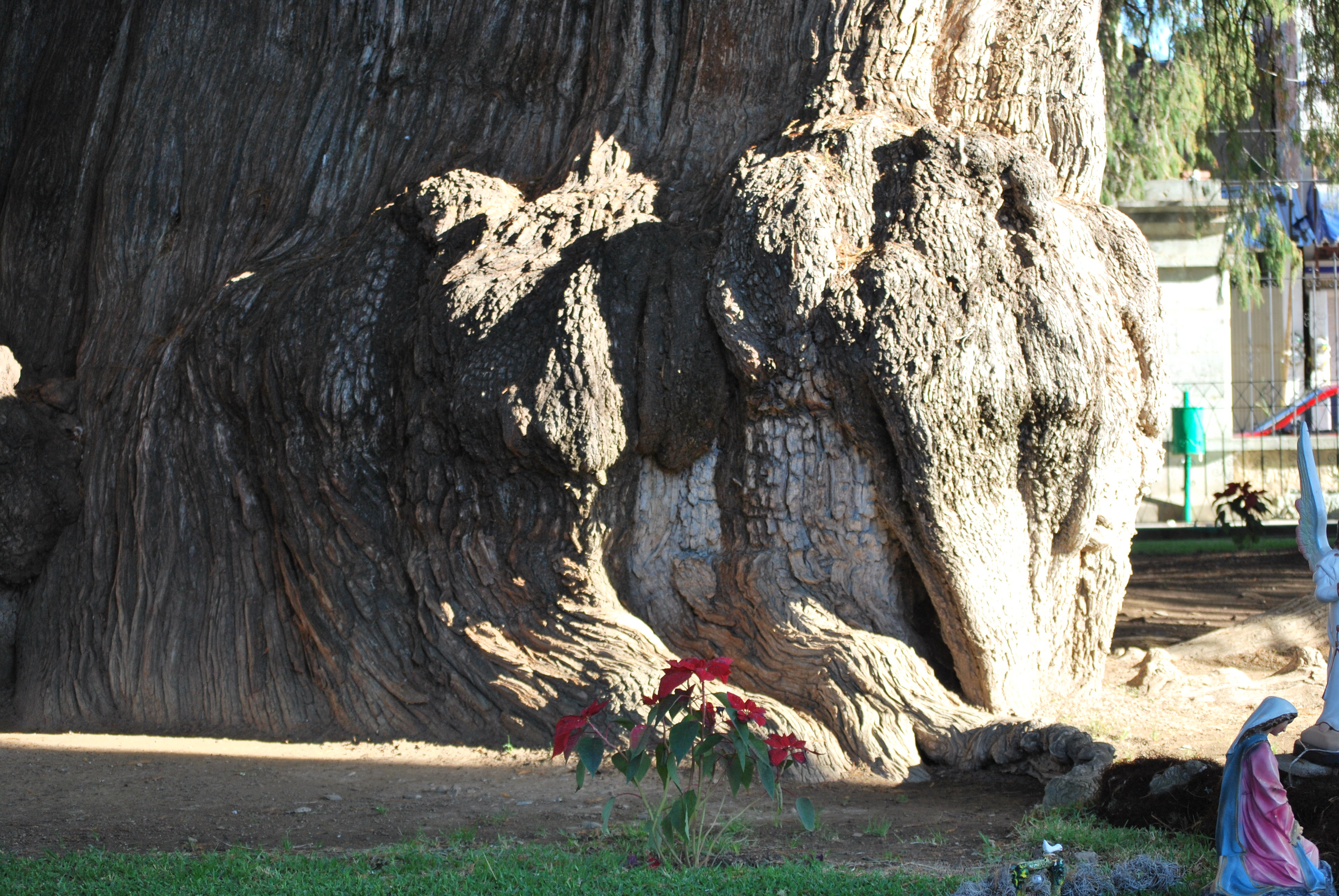
樹皮
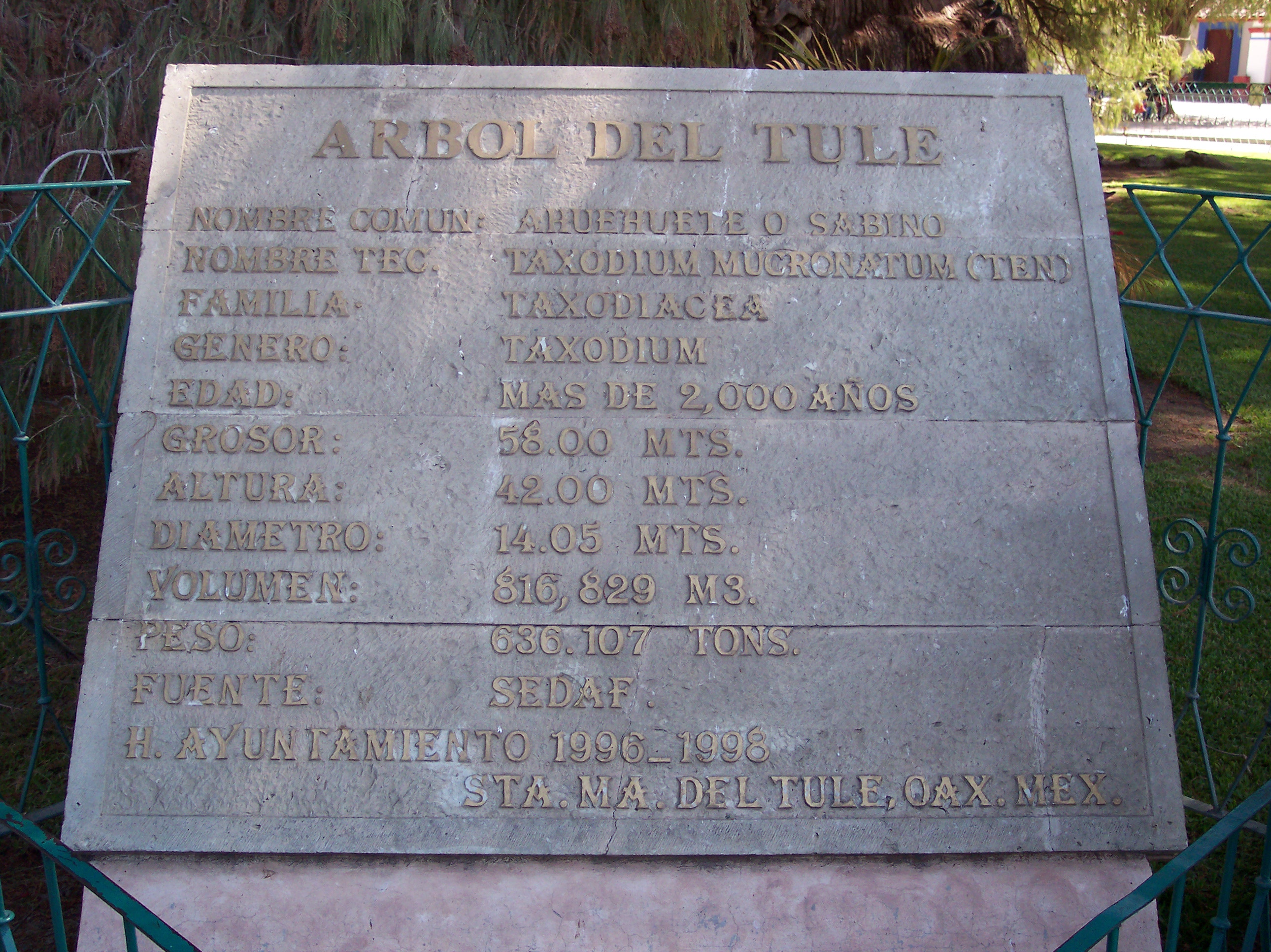
諸元を記した解説版

## 関連書籍
- 蟹江節子・吉田繁 『地球遺産 最後の巨樹』講談社、160頁、ISBN 978-4062113182
- トマス パケナム 『地球のすばらしい樹木たち-巨樹・奇樹・神木』飯泉恵美子訳、早川書房、2003年、191頁、ISBN 978-4152084545 原著:ISBN 978-0297843009